# Pavillon de la Muette
Pour les articles homonymes, voir Château de la Muette.
Le pavillon de la Muette est un ancien rendez-vous de chasse construit par l'architecte Ange-Jacques Gabriel pour le roi Louis XV, de 1764 à 1775 sur les ruines du château homonyme, construit pour le roi François Ier au XVIe siècle.
Il est situé au nord de la forêt de Saint-Germain-en-Laye, en la commune de Saint-Germain-en-Laye, dans le département français des Yvelines, en région Île-de-France.

## Historique
L'actuel pavillon a été construit sur un ancien château édifié pour le roi François Ier, par l'architecte Pierre Chambiges.
De forme très découpée, il comportait alors sept niveaux, dont un en sous-sol, avec au centre un corps carré abritant les pièces de réception et de vie et, dans quatre tours d'angles, de petits appartements. Il était complété au nord par une chapelle et au sud, lui faisant pendant, une cage d'escalier.
François Ier l'utilisait pour la chasse et pour un séjour intime avec sa famille et ses amis, à l'écart de la cour du château « vieux » de Saint-Germain-en-Laye. La construction mêle alors, comme ce dernier, briques et pierres. Philibert Delorme le suréleva pour aménager une salle de jeu de paume surmontée d'une terrasse-belvédère en plomb, dont Jacques Ier Androuet du Cerceau nota alors, dans Les plus excellents bâtiments de France, qu'elle s'enfonçait rapidement et menace d'entraîner la ruine de l'édifice tout entier.
Abandonné dès le règne d'Henri II, ce premier château est représenté largement écroulé sous le règne du roi Louis XIV, dans une gravure de 1665, et il est d'ailleurs rasé peu après.

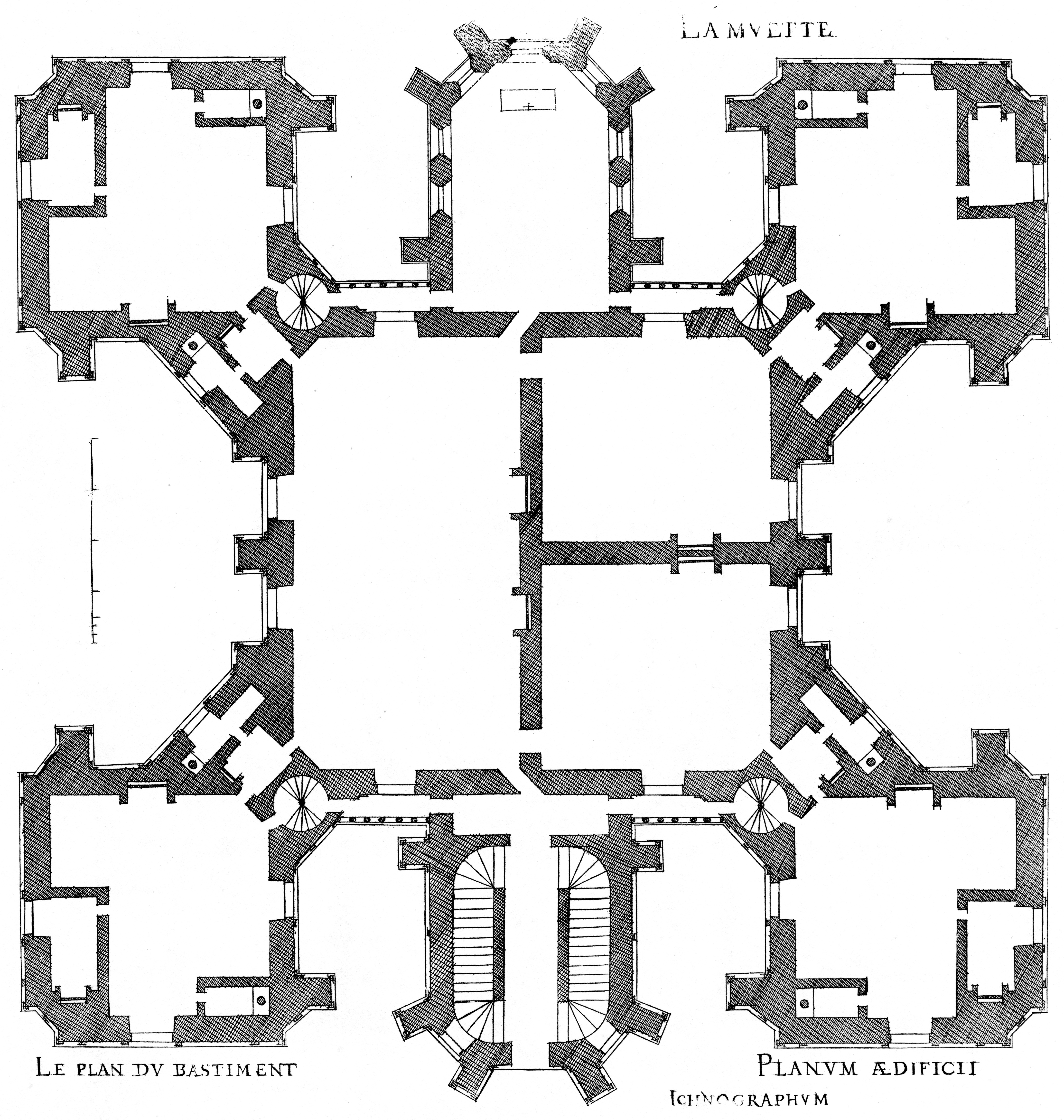
Plan de l'ancien château de la Muette.
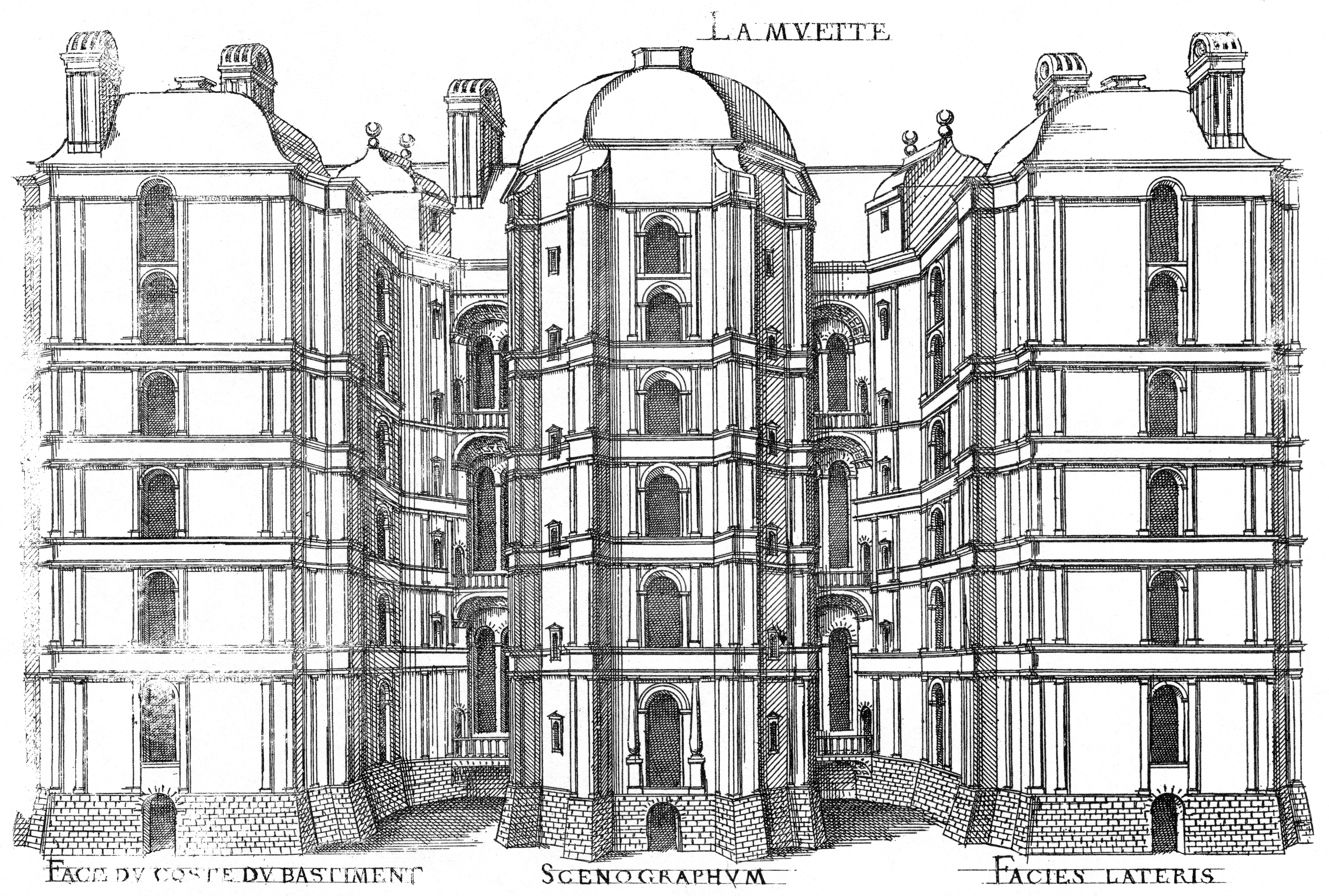
Une façade latérale de l'ancien château.
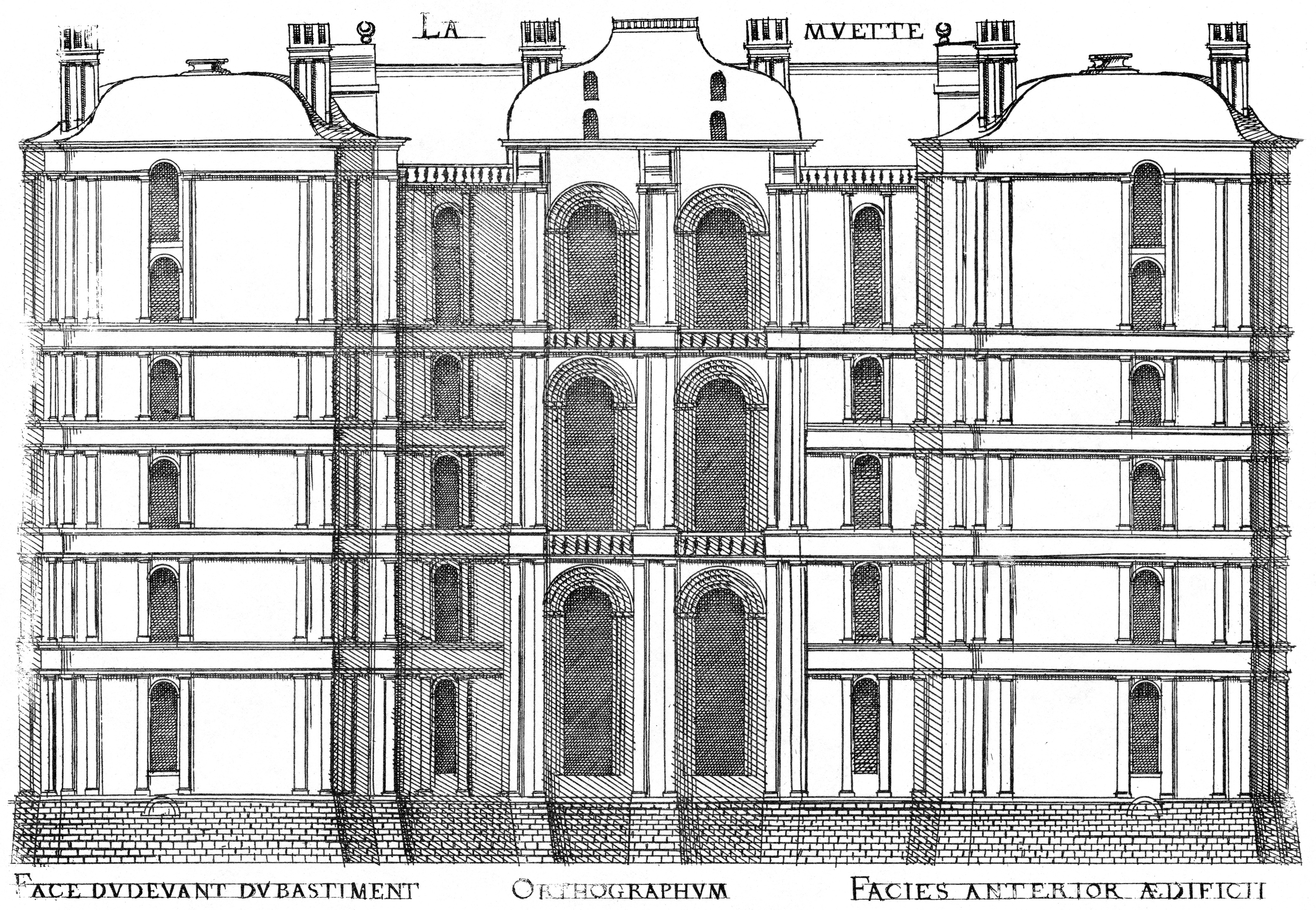
Façade frontale.
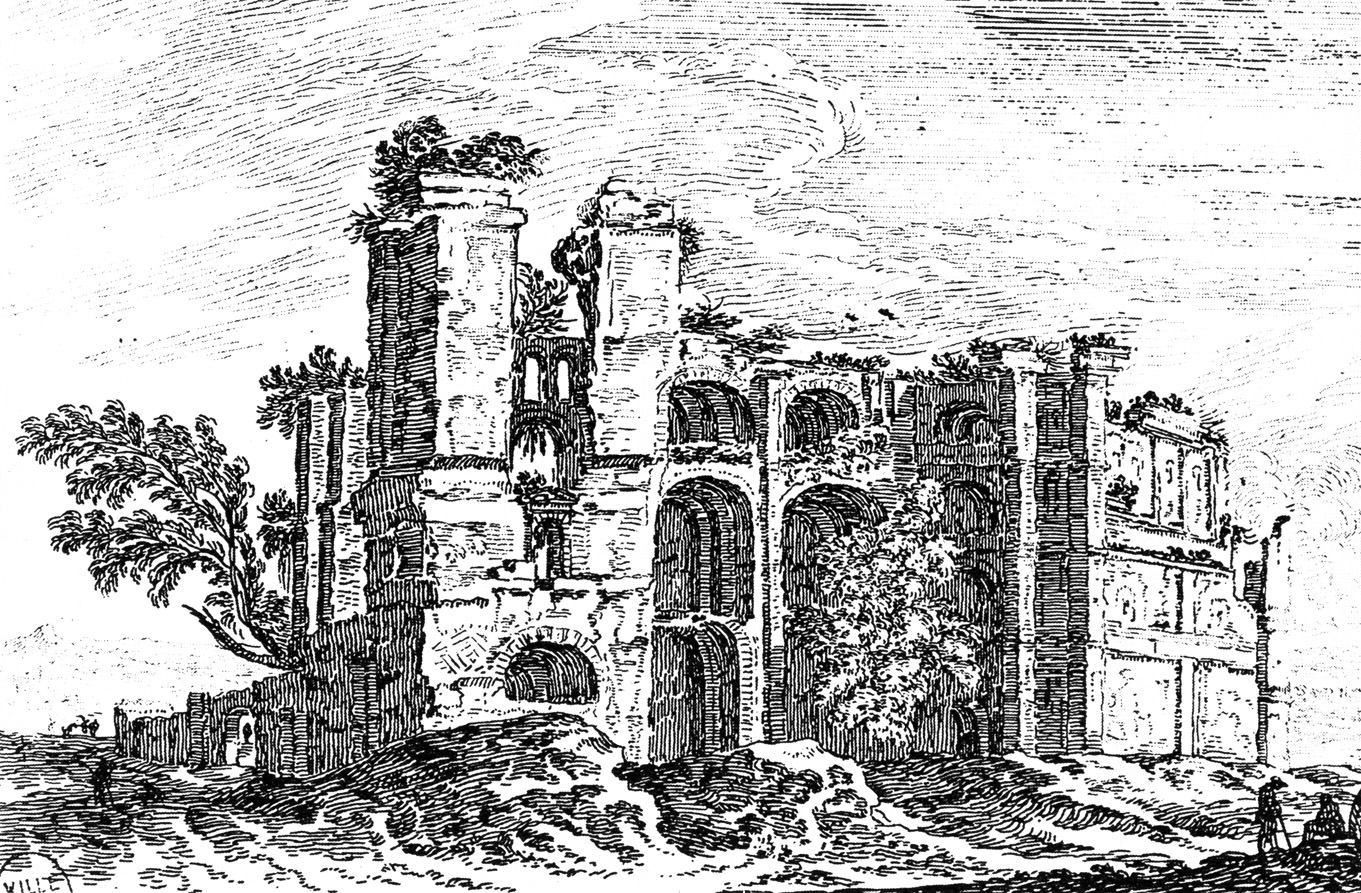
Ruines de l'ancien château à Saint-Germain-en-Laye.

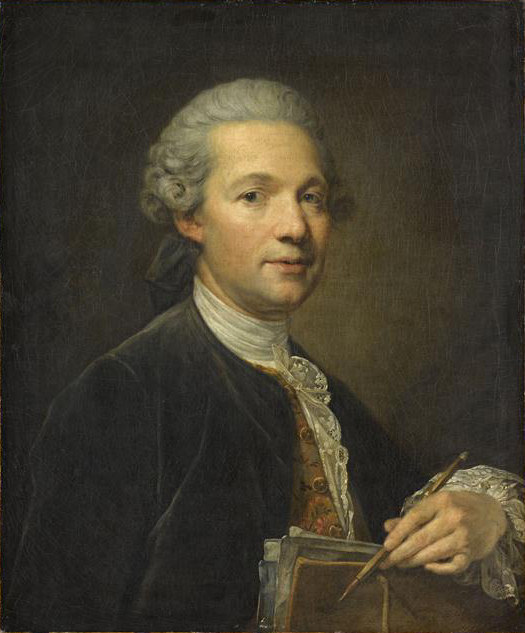
Portrait d'Ange-Jacques Gabriel par Jean-Baptiste Greuze (musée du Louvre).

En 1764, le roi Louis XV commande à Ange-Jacques Gabriel, les plans d'un pavillon ; celui-ci travaille, à ce moment-là, à la construction du petit Trianon. Ce premier projet n'aboutit cependant pas et Gabriel dessine de nouveaux plans en 1766, où le bâtiment se voit agrémenté d'une rotonde octogonale surmontée d'une terrasse. La construction prend alors place sur les fondations du précédent château. Le pavillon prend alors modèle sur celui du Butard, et en reprend alors, à quelques variantes près, les dispositions.
Au sud, sont ajoutées une vaste terrasse rectangulaire et une allée pavée qui ne figurent pas sur les plans d'origine. Il est alors projeté de construire plus au sud, en retrait de l'allée cavalière, un bâtiment pour l'équipage de vénerie, mais c'est finalement une dépendance plus modeste, la maison forestière, qui est érigée immédiatement à l'ouest du pavillon et réunie, sous Charles X, avec un bâtiment d'écuries. Celui-ci, à la Restauration, fait grand usage du pavillon pour ses parties de chasse, où il reçoit également ses intimes.
Napoléon III, qui y maintient un équipage de vénerie, vient lui aussi à plusieurs reprises au pavillon et un récit de chasse à tir par Marcel de Baillehache, dans ses Souvenirs d'un lancier de la garde impériale, en donne un bon aperçu.
Il y reçoit notamment, la reine Victoria et le prince Albert le 25 août 1855, lors du voyage qui scelle « l'entente cordiale » franco-britannique.
Une aquarelle d'Hippolyte Bellangé représentant l'épisode et la présentation de la meute, devant l'entrée nord de la salle octogonale, est conservé dans la collection de la reine d'Angleterre ainsi que deux croquis de l'équipage de chasse qu'exécute la reine sur son carnet personnel (en ligne).
Le pavillon est encore utilisé, dans les années 1950, 1960 et 1970, pour abriter le studio école de l'OCORA, institution dépendant de l'ORTF dirigée par Pierre Schaeffer et chargée de former les futurs cadres des radios des colonies.
À partir du début années 1980, le pavillon tombe dans un état d'abandon avancé. Il est acquis en 2014 par le diplomate Frédéric Journès et l'artiste-peintre bulgare Hristo Mavrev, à l'issue d'une procédure d'appel d'offres organisée par le service des Domaines pour le compte de l'Office National des Forêts (ONF), auquel il appartient.
Ces derniers entament de premières interventions, qui portent essentiellement sur le dégagement des allées et terrasses pavées, le déblaiement des gravats intérieurs, le dégagement des combles et la sécurisation du bâtiment contre les effractions.
Cependant ces travaux restent très superficiels et sont largement insuffisants pour assurer la sauvegarde du bâtiment, qui est rongé par la mérule et infiltré par les eaux pluviales.
Constatant que leurs efforts sont insuffisants pour enrayer le déclin du pavillon, Frederic Journée et Hristo Mavrev se décident à passer la main en 2019 à Emmanuel Basse et Benoit d'Halluin.
Issus du monde de la rénovation, et dotés d'un goût prononcé pour l'histoire et l'architecture, ceux-ci démarrent un ambitieux programme de rénovation, visant à sauver le bâtiment, désormais  en état de péril, d'une menace d'effondrement annoncée.
Ils sont conseillés dans cette tâche  par l'architecte du patrimoine Florent Richard (du cabinet Perrot & Richard).
Depuis 2020, le pavillon a été entièrement traité contre la mérule, la toiture et la charpente ont été déposées et intégralement refaites, les pierres attaquées de la façade ont été changées et les planchers effondrés ont été reconstitués.
De minutieux travaux d'aménagements intérieurs (cheminées, boiseries, parquets, chauffage ...) sont également programmés.
L'ensemble de ces interventions devraient s'achever au cours de l'année 2024, avec un aménagement paysager de qualité.
Le pavillon peut se visiter sur demande, notamment à l'occasion des journées européennes du patrimoine.

## Architecture et description
En sous-sol, sont aménagées de vastes cuisines qui rappellent, dans leur conception, le réchauffoir du Petit Trianon.
Au rez-de-chaussée, légèrement surélevé par rapport aux terrasses, le bâtiment comporte un vaste vestibule central au sud et un salon à l'ouest, qui conservent un remarquable pavement à cabochon. À l'est, un escalier et une pièce de service prennent place, et le grand salon octogonal au nord, est doté, au XIXe siècle, d'un parquet dont le motif central est en forme d'étoile.
L'étage comporte deux chambres, au sud et à l'ouest, et une pièce de service. Au-dessus du comble, la terrasse belvédère aménagée au début du règne de Louis XVI est toujours présente mais est en très mauvais état, les feuilles de plomb trop larges employées pour sa couverture ayant, sous l'effet de la dilatation, fini par se déchirer en de nombreux points, causant la dégradation des charpentes et des plafonds sous l'effet des infiltrations.
Ses extérieurs sont quant a eux, beaucoup plus sobres, où l'on note l'absence de fronton triangulaire, de sculptures et de bas-reliefs, seules des chaînes d'angles à bossages sont présentes, ainsi que les fenêtres cintrées sur fond rectangulaire, présentes du côté de la rotonde, celles-ci étant la signature de Gabriel. Le parti pris d'une ligne épurée est évident dans le dessin et correspond au virage que prennent l'architecture et les arts décoratifs à la fin du règne de Louis XV vers plus de sobriété.
Sur les abords du pavillon, les plans anciens figurent une vaste allée circulaire plantée d'arbres qui a aujourd'hui disparu. Au nord, une terrasse conforme aux plans originaux a bien été réalisée, elle a été récemment dégagée.

## Galerie

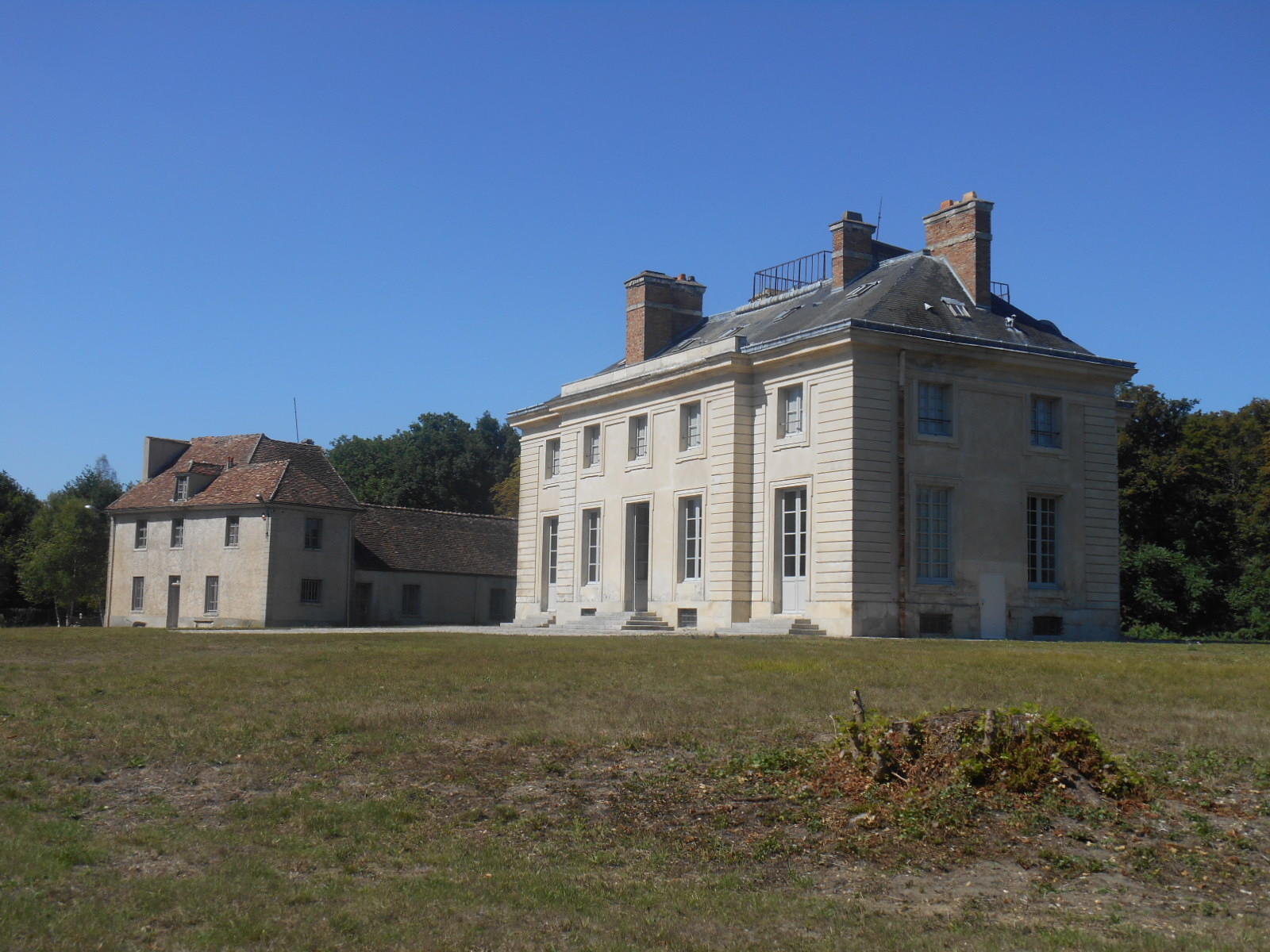
Le pavillon de trois-quarts droit.
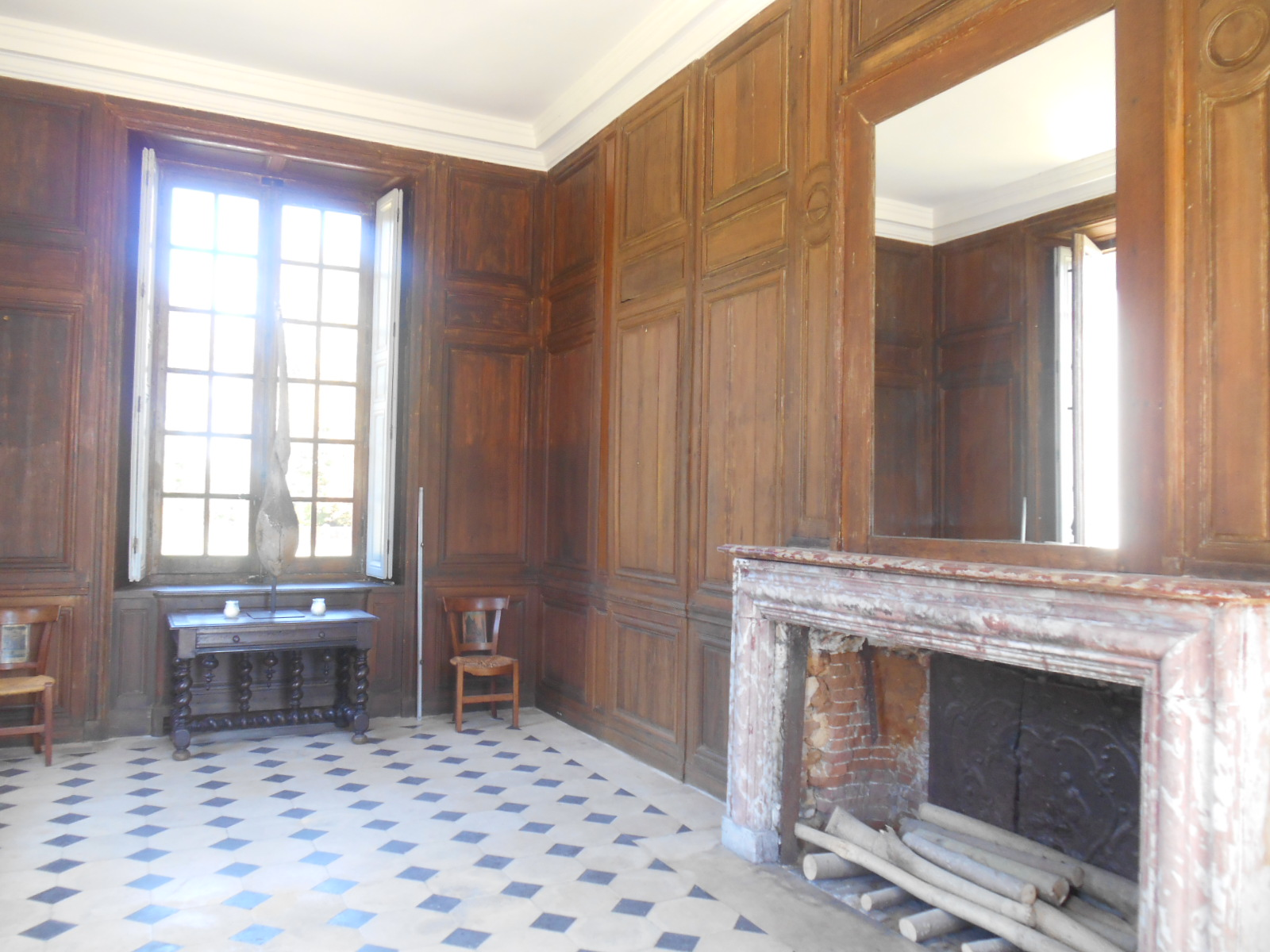
Salle des officiers des chasses.
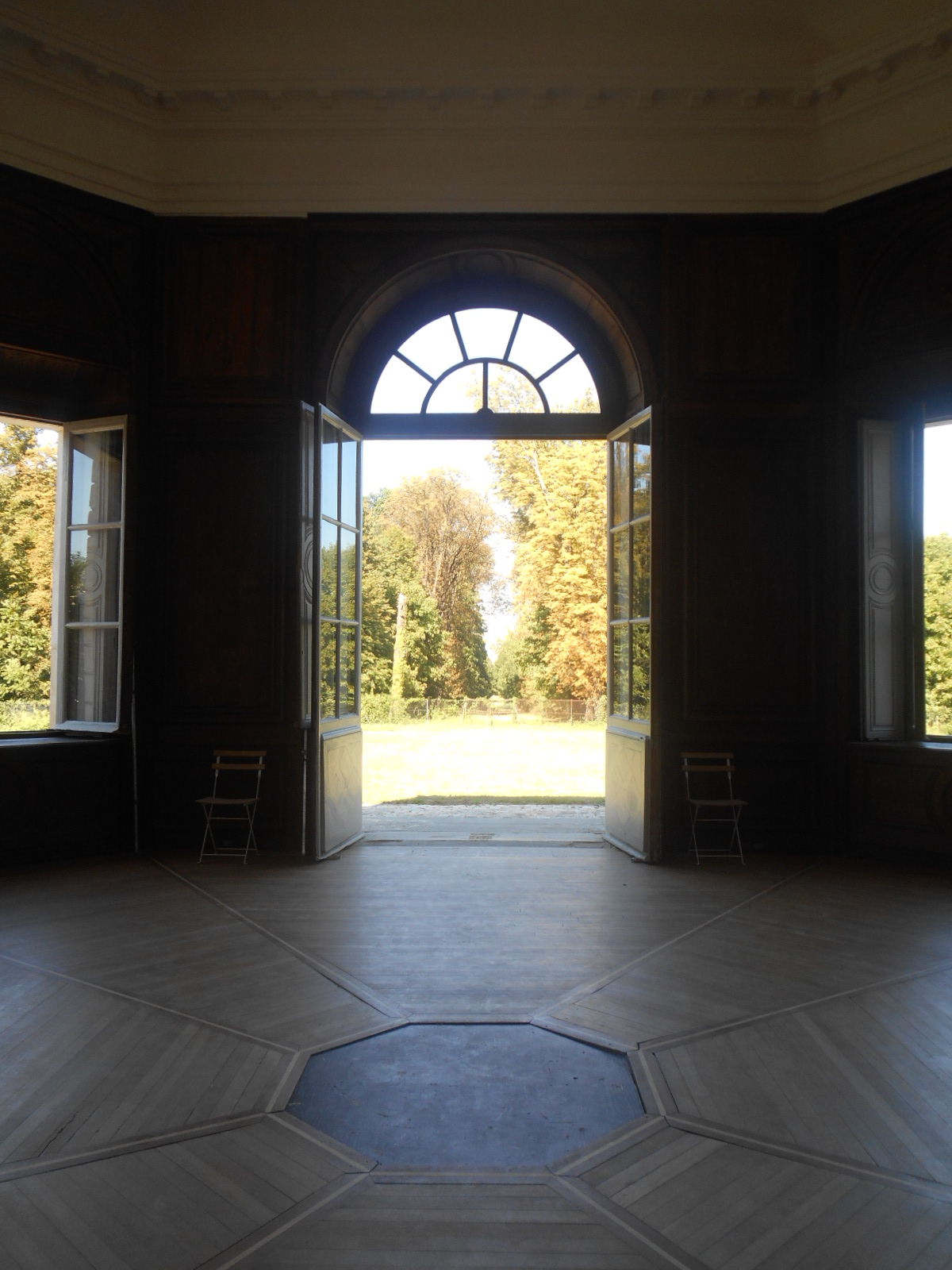
Salon octogonal.
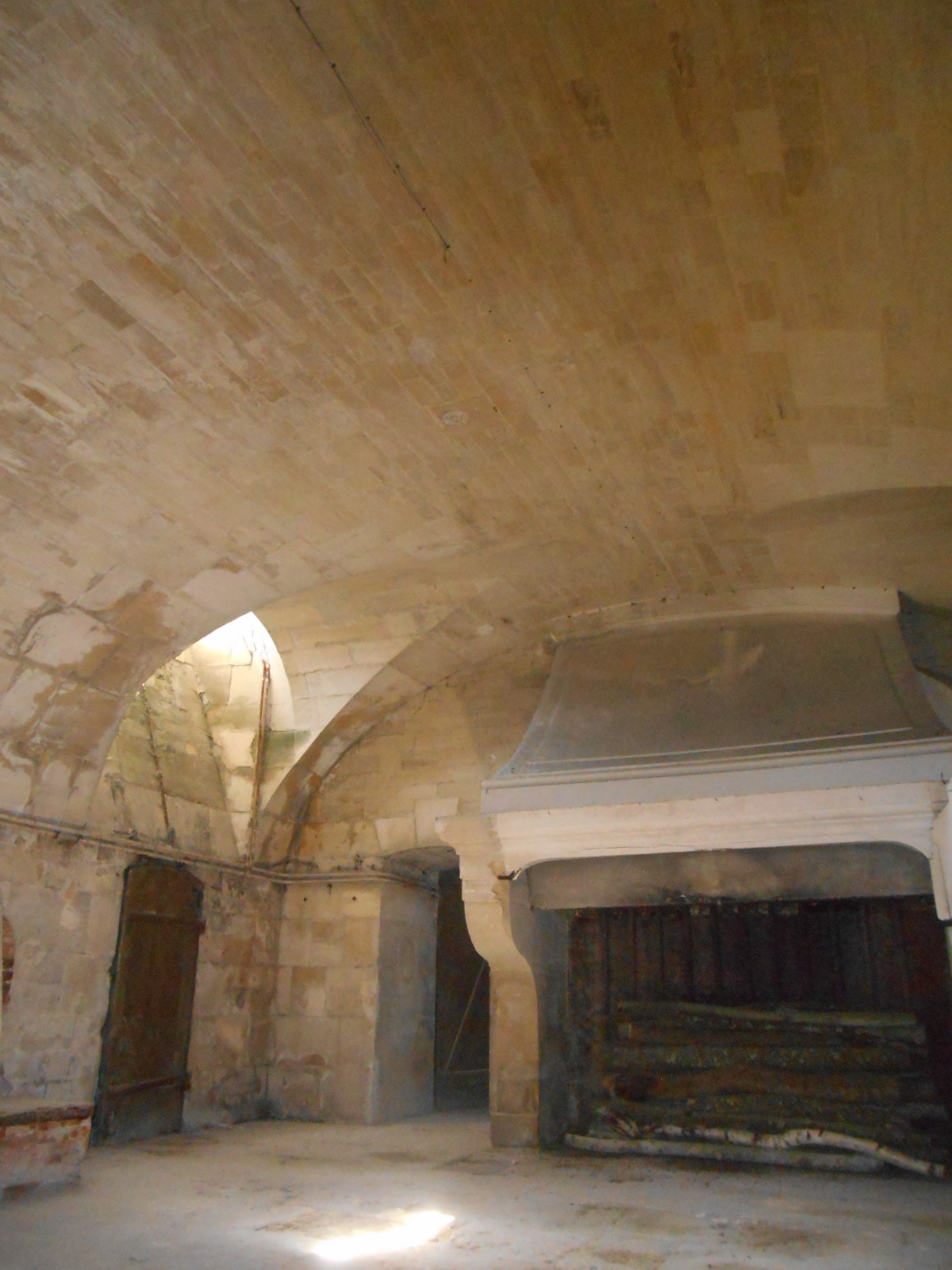
Sous-sol.
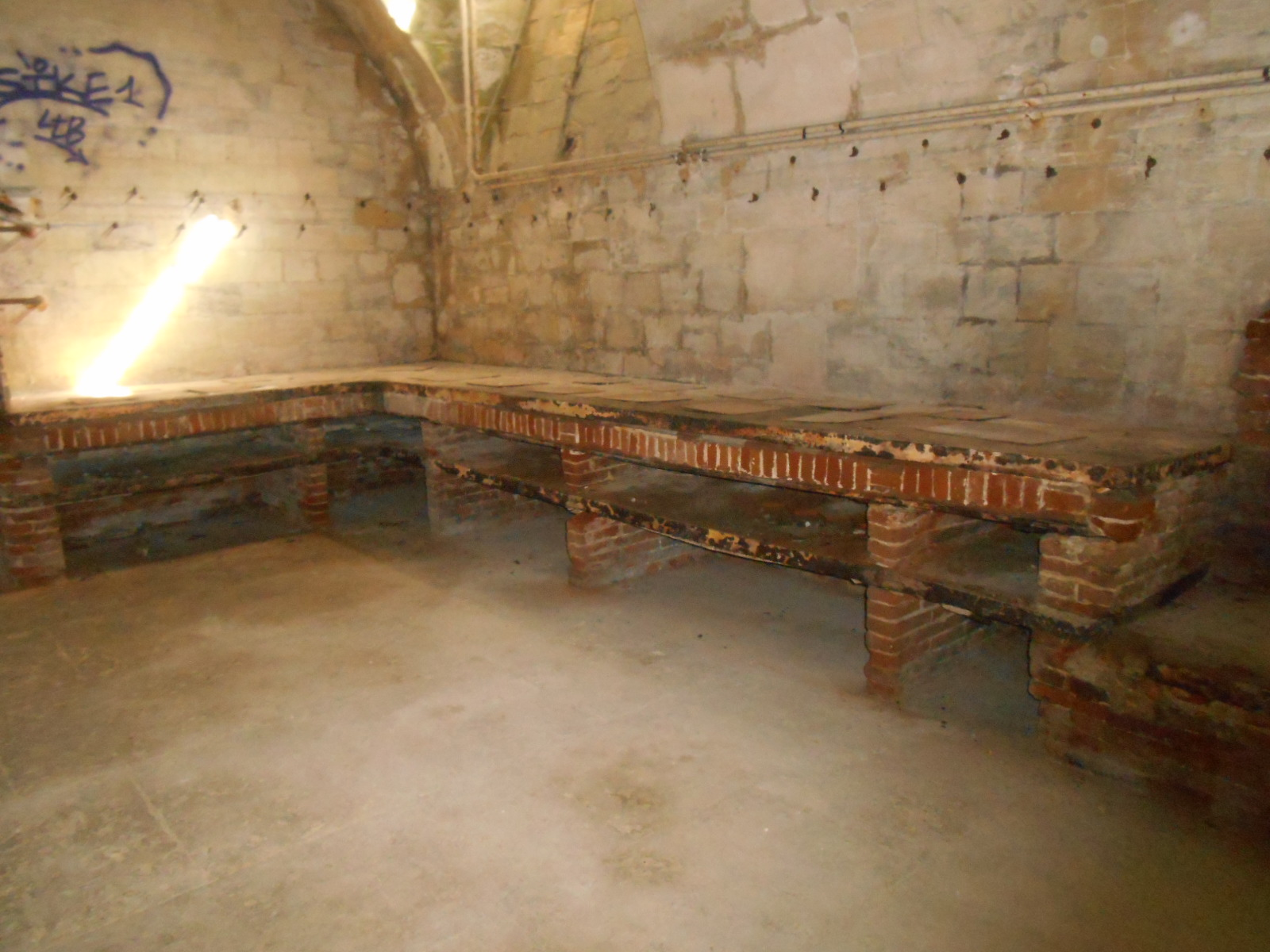
Réchauffoir.
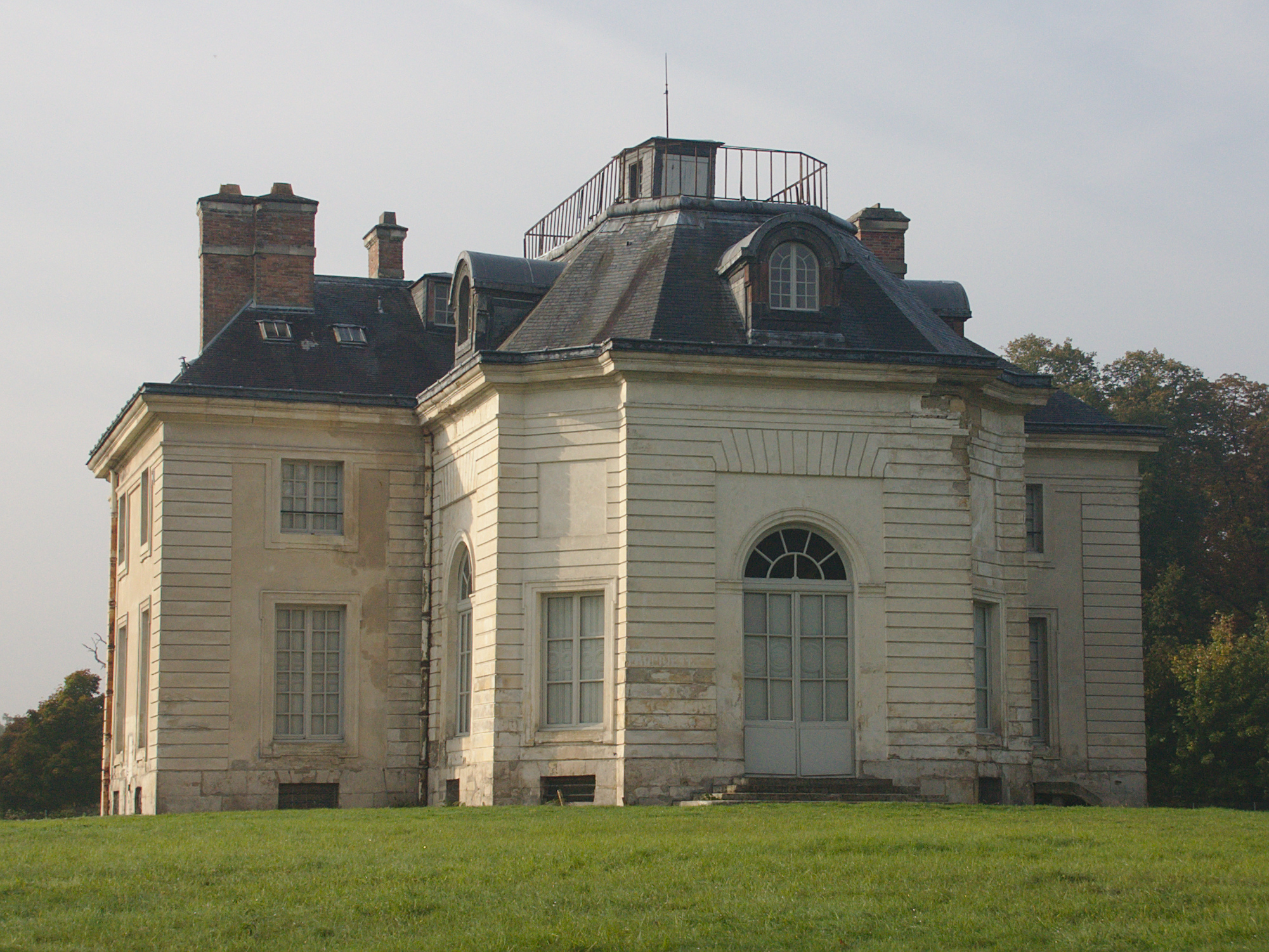
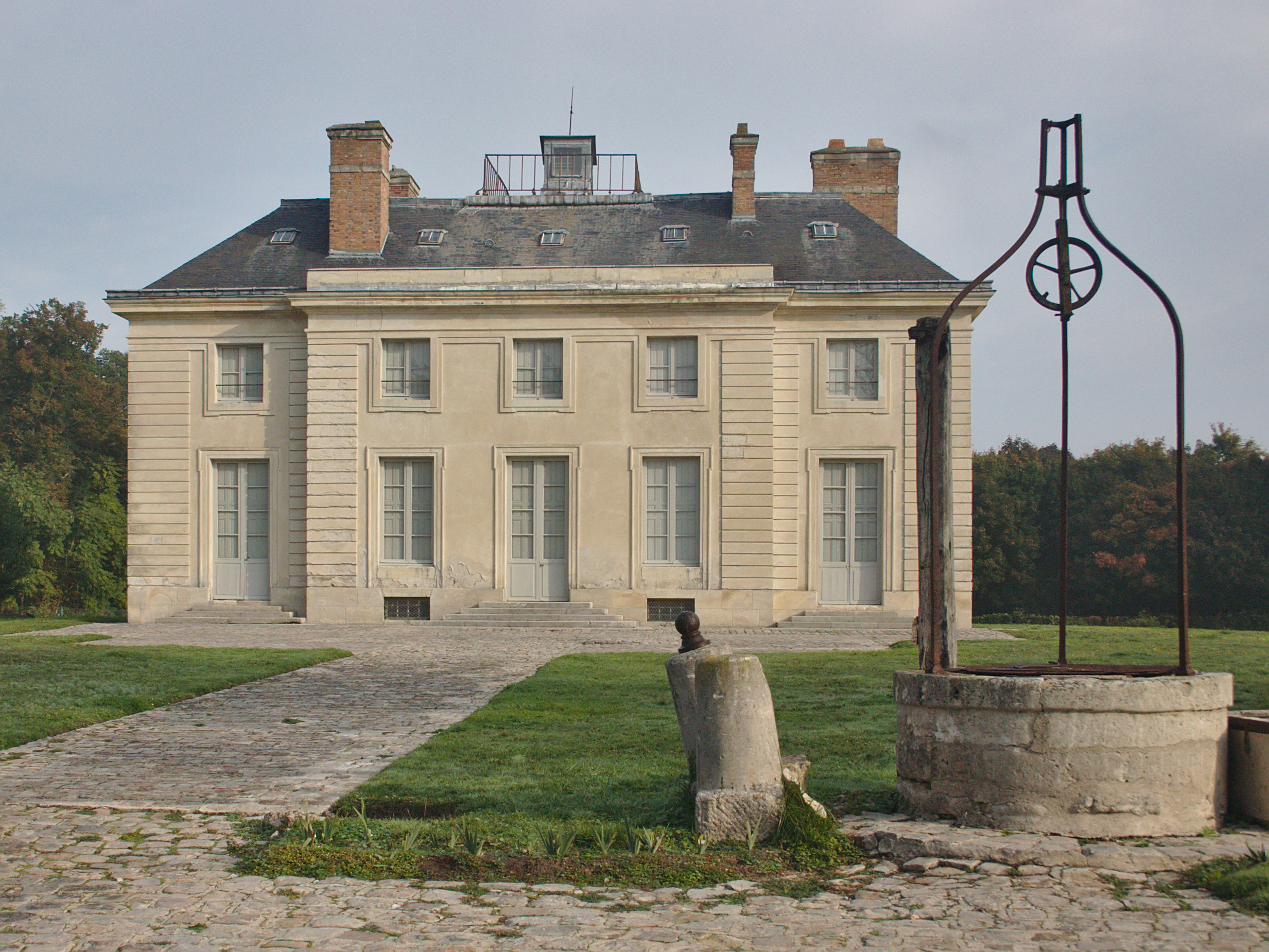

## Protection
L'édifice fait l'objet d'un classement aux monuments historiques, dans sa totalité, par arrêté du 7 avril 1921.